# Günter Sondergeld
Günter Sondergeld (* 25. August 1948; † 26. Juli 1994 in München) war ein deutscher Jurist.

## Werdegang
Sondergeld war zunächst in der bayerischen Finanzverwaltung tätig. Ab dem 3. März 1992 war er Richter am Bundesfinanzhof, wo er dem für Einkommenssteuerfragen zuständigen IX. Senat angehörte. Dieses Amt hatte er bis zu seinem Tod inne. Er starb am 26. Juli 1994 im Alter von 45 Jahren.